# Мечеть-Эли
Мече́ть-Эли́ (укр. Мечеть-Елі, крымскотат. Meçit Eli, Мечит Эли) — исчезнувшее село в Симферопольском районе Крыма. Располагалось на востоке района, в горах Внутренней гряды Крымских гор, в верховьях реки Бештерек, примерно в районе южной окраины современного села Лесноселье.

## История
Первое документальное упоминание села встречается в Камеральном Описании Крыма… 1784 года, судя по которому, в последний период Крымского ханства Мечеть-Эли (записано, как Месчители)
входила в Даирский кадылык Акмечетского каймаканства. Видимо, вследствие эмиграции татар после присоединения Крыма к России 8 февраля 1784 года в Турцию, деревня опустела и в Ведомости о всех селениях, в Симферопольском уезде состоящих… 1805 года, ввиду отсутствия жителей, не записана, а на карте 1817 года обозначена пустующей.
Возрождено село было, видимо, в начале 1920-х годов, поскольку, согласно Списку населённых пунктов Крымской АССР по Всесоюзной переписи 17 декабря 1926 года, в селе Мечеть-Эли, Мазанского сельсовета Симферопольского района, числилось 35 дворов, из них 33 крестьянских, население составляло 148 человек, из них 147 татар и 1 русский. С созданием 22 февраля 1937 года Зуйского района Мазанку отнесли в его состав. Время исчезновения села пока не установлено, в последний раз встречается в сборнике «Журнал боевых действий военно-экономической инспекции 105 (Крым) с 1 октября 1943 по 31 декабря 1943 года…», согласно которому в период оккупации Крыма, 13 и 14 декабря 1943 года, в ходе операций «7-го отдела главнокомандования» 17 армии вермахта против партизанских формирований, была проведена операция по заготовке продуктов с массированным применением военной силы, в результате которой село Мечеть-Эли было сожжено и все жители вывезены в Дулаг 241.